# حكومة رفيق الحريري الثانية
الحكومة اللبنانية الثانية والستون بعد الاستقلال، والخامسة بعهد الرئيس إلياس الهراوي، وهي ثاني حكومة يترأسها رفيق الحريري. شكلت الحكومة بموجب المرسوم رقم 6812 بتاريخ 25 أيار / مايو 1995م وتكونت من 30 وزيراً. ونالت الحكومة الثقة ب76 صوتاً ضد 18 وامتناع 5. واستقالت الحكومة بتاريخ 7 تشرين الثاني / نوفمبر 1996 م.

## أعضاء الحكومة
- رفيق الحريري: رئيساً لمجلس الوزراء ووزيراً للمالية.
- ميشال المر: نائباً لرئيس مجلس الوزراء ووزيراً للداخلية.
- علي الخليل: وزيراً للمغتربين.
- محمود أبو حمدان: وزيراً للإسكان والتعاونيات.
- علي حراجلي: وزيراً للأشغال العامة.
- فريد مكاري: وزيراً للإعلام.
- ياسين جابر: وزيراً للاقتصاد والتجارة.
- الفضل شلق: وزيراً للبريد والمواصلات السلكية واللاسلكية.
- جوزيف مغيزل: وزيراً للبيئة.
- روبير إسكندر غانم: وزيراً للتربية الوطنية والشباب والرياضة.
- عبد الرحيم مراد: وزيراً التعليم المهني والتقني.
- ميشال إده: وزيراً للثقافة والتعليم العالي.
- فارس بويز: وزيراً للخارجية والمغتربين.
- محسن دلول: وزيراً للدفاع الوطني.
- شوقي فاخوري: وزيراً للزراعة.
- نقولا فتوش: وزيراً للسياحة.
- إسطفان الدويهي: وزيراً للشئون الاجتماعية.
- مروان حمادة: وزيراً للصحة العامة.
- شاهي برسوميان: وزيراً للصناعة والنفط.
- بهيج طبارة: وزيراً للعدل.
- أسعد حردان: وزيراً للعمل.
- إيلي حبيقة: وزيراً للموارد المائية والكهربائية.
- عمر كامل مسقاوي: وزيراً للنقل.
- فايز شكر: وزير دولة.
- قبلان عيسى الخوري: وزير دولة.
- نديم سالم: وزير دولة لشؤون مجلس النواب.
- أنور الخليل: وزير دولة لشؤون الإصلاح الإداري.
- هاغوب دميرجيان: وزير دولة للشؤون البلدية والقروية.
- فؤاد السنيورة: وزير دولة للشئون المالية.
- وليد جنبلاط: وزير شؤون المهجرين.

### تعديلات حكومية
بعد تشكيل الحكومة بأيام توفي وزير البيئة جوزيف مغيزل وذلك في 29 أيار / مايو 1995، وفي 26 حزيران / يونيو عين بيار فرعون وزيراً للبيئة خلفاً له.
نص علوي

## وصلات خارجية
- موقع رئاسة مجلس الوزراء الرسمي